# Saint-André-de-Vézines
Saint-André-de-Vézines település Franciaországban, Aveyron megyében. Lakosainak száma 132 fő (2022. január 1.). Saint-André-de-Vézines Peyreleau, La Roque-Sainte-Marguerite, Veyreau és Lanuéjols községekkel határos.

## Népesség
A település népessége az elmúlt években az alábbi módon változott:
| Lakosok száma | 109  | 120  | 108  | 124  | 128  | 132  | 135  | 134  | 133  | 132  |
|               | 1968 | 1982 | 1990 | 2006 | 2013 | 2015 | 2017 | 2019 | 2020 | 2022 |